# المنصور ابراهیم
المنصور ابراهیم (عربی: المنصور إبراهيم؛ ۱ ژانویهٔ ۱۲۵۰ – ۲۸ ژوئن ۱۲۴۶)، امیر ایوبی حمص از سال ۱۲۴۰ تا ‍۱۲۴۶ میلادی بود.